# WASP-90
WASP-90 — одиночная звезда в созвездии Малого Коня на расстоянии приблизительно 1108 световых лет (около 340 парсеков) от Солнца. Вокруг звезды обращается, как минимум, одна планета.

## Характеристики
WASP-90 — жёлто-белый карлик спектрального класса F9. Видимая звёздная величина звезды — +11,7m. Масса — около 1,55 солнечной, радиус — около 1,98 солнечного. Эффективная температура — около 6440 K, металличность звезды оценивается в 0,11.

## Планетная система
В 2013 году у звезды обнаружена планета (WASP-90 b).